# Wolfgang Laib
Wolfgang Laib, född 25 mars 1950 i Metzingen i Tyskland, är en tysk installationskonstnär, som framförallt arbetar med naturmaterial. 
Wolfgang Laib växte upp i Biberach an der Riss och studerade till läkare 1968–1974 i Tübingen. Efter att ha disputerat på en avhandling om dricksvattenhygien, bytte han inriktning mot konst, utländska kulturer samt asiatisk filosofi, som zenbuddism och daoism.
Wolfgang Laib har arbetat med jordkonst och konstverk bestående av naturmaterial som mjölk, pollen, bivax, ris och marmor. Han är mest känd för sin användning av stora mängder av gul pollen, som han samlat in i närheten av sitt hem i södra Tyskland. 
Wolfgang Laib fick Praemium Imperiale 2015.